# Парама
Парама (пол. Parama) — частина села Типин у Польщі, в Люблінському воєводстві Томашівського повіту, ґміни Томашів.

## Історія
Первісним населенням Парами були русини-лемки, які компактно проживали на своїх історичних землях.